# Ciwoniuki
Ciwoniuki – wieś w Polsce położona w województwie podlaskim, w powiecie białostockim, w gminie Michałowo.
Wieś jest siedzibą sołectwa Ciwoniuki w skład którego wchodzą: Ciwoniuki, Lewsze, Oziabły, Kuryły, Nowe Kuchmy, Stare Kuchmy, Gorbacze, Kalitnik, Kowalowy Gród, Kuchmy-Kuce i Kuchmy-Pietruki.
Wieś królewska położona była w końcu XVIII wieku w starostwie niegrodowym jałowskim w powiecie wołkowyskim województwa nowogródzkiego. W latach 1975–1998 miejscowość administracyjnie należała do województwa białostockiego.
Przez wieś przebiega droga wojewódzka nr 686.
Wierni Kościoła rzymskokatolickiego należą do parafii Przemienienia Pańskiego w Jałówce. Natomiast wierni Kościoła prawosławnego należą do parafii Narodzenia Najświętszej Bogarodzicy w Juszkowym Grodzie.